# Collinsella massiliensis
Collinsella massiliensis es una bacteria grampositiva del género Collinsella. Fue descrita en el año 2016. Su etimología hace referencia a Marsella, Francia. Es anaerobia estricta e inmóvil. Tiene un tamaño de 0,5 μm de ancho por 1,19 μm de largo. Forma colonias grises y traslúcidas en agar sangre. Temperatura de crecimiento entre 37-45 °C, óptima de 37 °C. Catalasa y oxidasa negativas. Es sensible a los antibióticos penicilina, amoxicilina, ceftriaxona, imipenem, metronidazol, vancomicina y rifampicina. Resistente a eritromicina, gentamicina, ciprofloxacino y trimetoprim-sulfametoxazol. Tiene un genoma de 2,3 Mpb y un contenido de G+C de 65,8%. Se ha aislado de heces humanas en Francia. 